# Ciąża

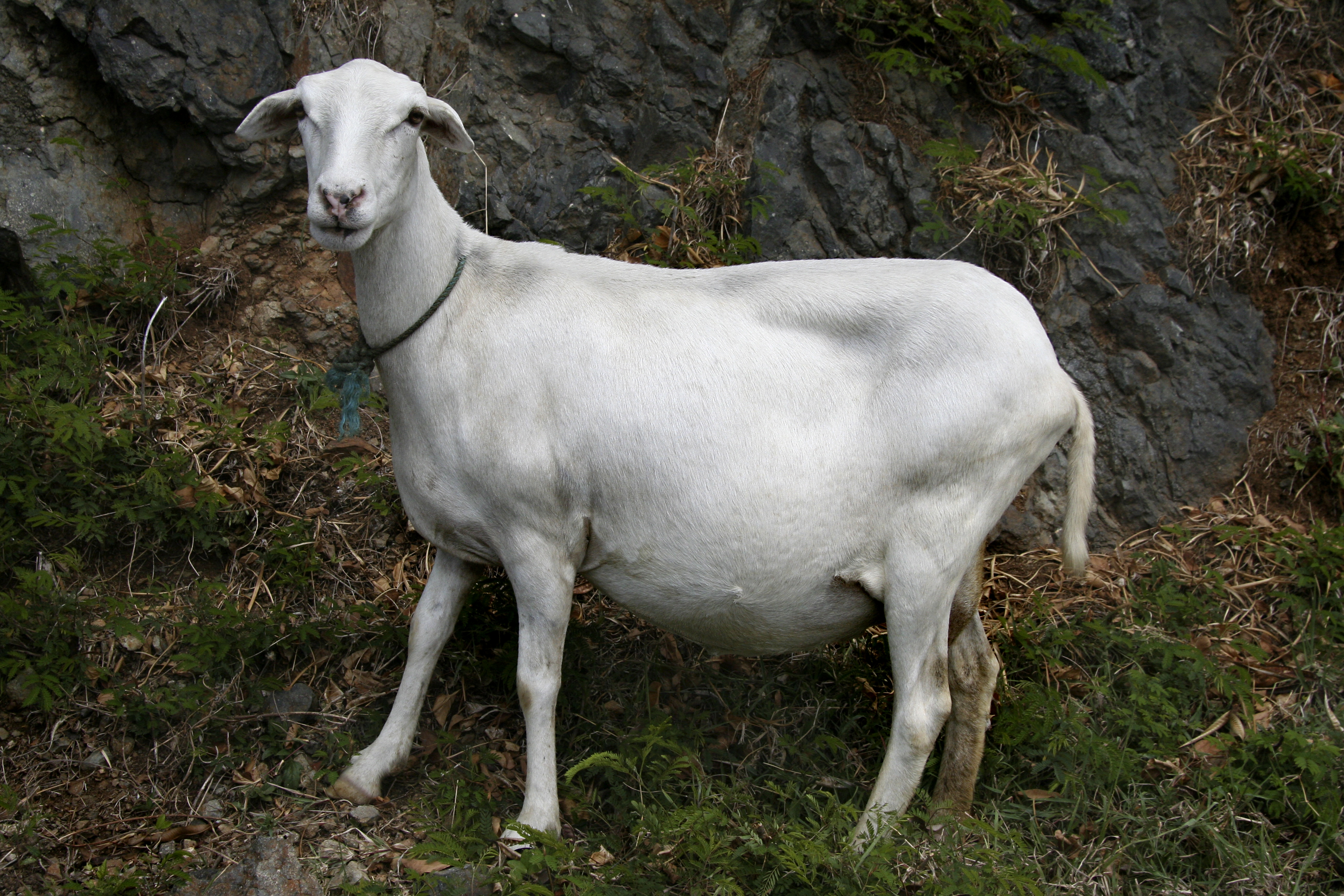
Ciężarna owca

Ciąża, brzemienność – proces fizjologiczny u większości samic ssaków, trwający od zapłodnienia bądź implantacji do porodu.

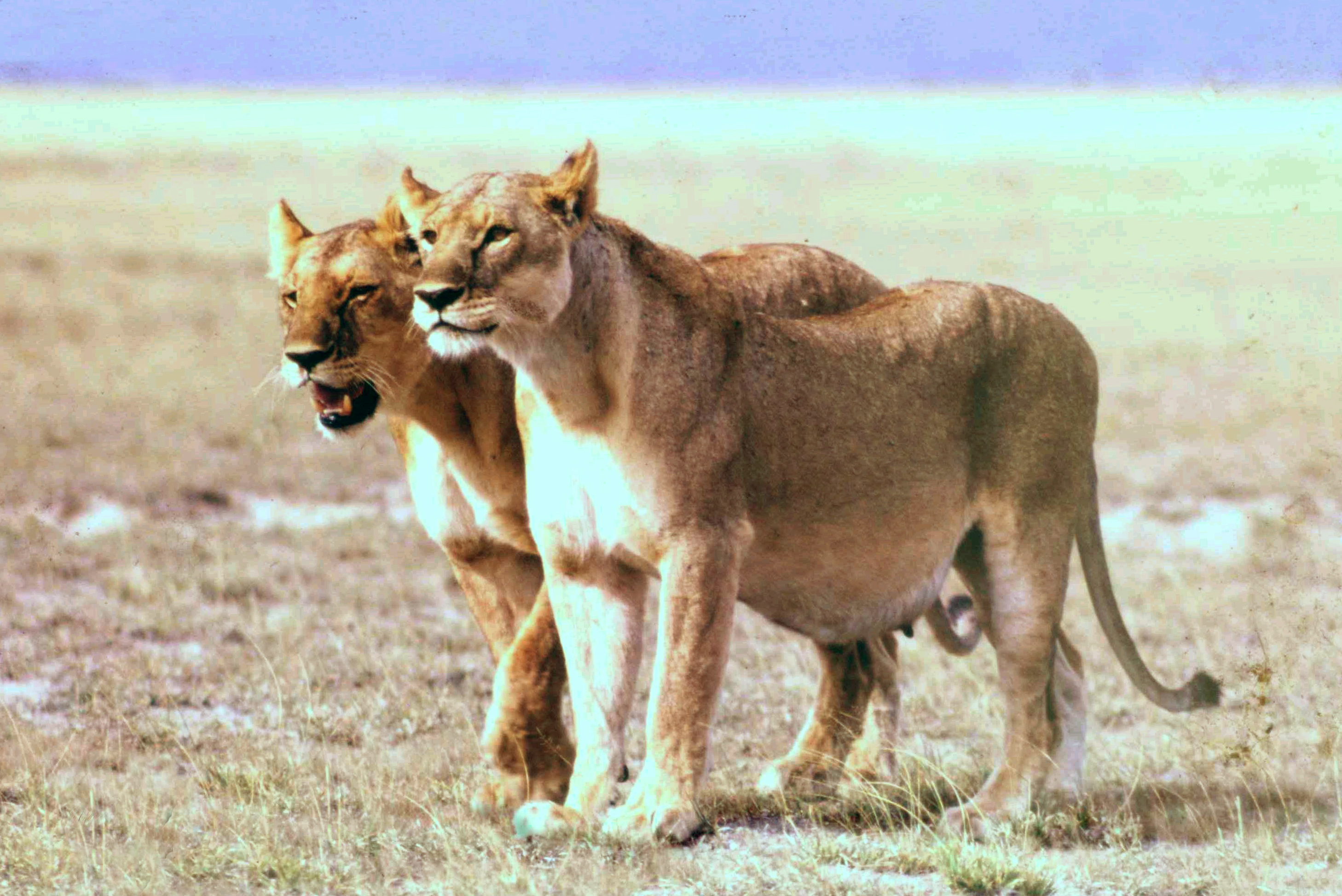
Ciężarna lwica

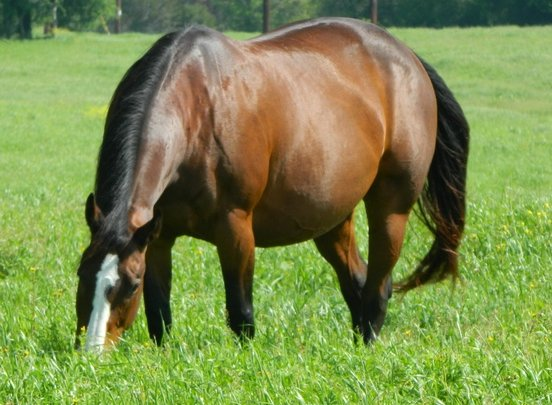
Ciężarna klacz

Występuje u samic ssaków łożyskowych oraz torbaczy. Trwa od zapłodnienia komórki jajowej do porodu. Obejmuje całokształt zmian zachodzących w tym okresie w organizmie zapłodnionej samicy. Niektórzy naukowcy okres ciąży liczą od momentu zagnieżdżenia zarodka w ściance macicy.
Zapłodnienie komórki jajowej następuje w górnym odcinku jajowodu, rzadziej w jajniku (ryjówkowate) lub w dolnym odcinku jajowodu (lis pospolity). Zaraz po zapłodnieniu następują pierwsze podziały komórek.
W organizmie matki zachodzą zmiany w funkcjonowaniu gruczołów wydzielania wewnętrznego i narządów płciowych, powiększają się sutki. U większości gatunków ciałko żółte przekształca się w ciałko żółte ciążowe i powstrzymuje rozpoczęcie nowego cyklu płciowego. Ustaje menstruacja. Wyjątek stanowią zając, kot i królik (wyjątkowo inne ssaki), u których w czasie ciąży może wystąpić owulacja.
U nielicznych gatunków (sarna europejska i syberyjska, łasicowate i płetwonogie) po zapłodnieniu następuje zahamowanie rozwoju zarodków w stadium blastocysty trwające od kilku tygodni do kilku miesięcy (ciąża przedłużona).
W prawidłowym przebiegu ciąży zarodek w stadium moruli przedostaje się do macicy i (po 1–2 tygodniach od zapłodnienia) zagnieżdża się w jej błonie śluzowej, dzięki czemu z ciała matki mogą do niego docierać substancje odżywcze. Tam następuje dalszy rozwój zarodka. W stadium gastruli powstają listki zarodkowe. Zarodek wraz z rozwijającymi się błonami płodowymi tworzy jajo płodowe połączone ze ścianą macicy łożyskiem. U większości torbaczy nie wytwarza się łożysko właściwe. Hormony wydzielane przez ciałko żółte oraz hormony łożyska powodują powiększanie się macicy. W miarę rozwoju embrionu funkcję kontaktu z błonami płodowymi przejmuje pępowina.
Zarodek, u którego można już rozpoznać cechy morfologiczne danego gatunku nazywany jest płodem, a okres ciąży rozpoczynający się od tego etapu rozwoju zarodka – okresem płodowym.
Długość ciąży jest uzależniona od wielkości danego gatunku oraz stopnia rozwoju płodu w czasie porodu. Najkrócej trwa u jamrajowatych (12 dni) i drobnych gryzoni (20–30 dni). Najdłuższą ciążę (ok. 22 miesięcy) przechodzą samice słoniowatych.
Na odchylenia w czasie trwania ciąży mogą mieć wpływ indywidualne cechy osobnicze oraz warunki otoczenia, np. odżywianie. Odchylenia te u poszczególnych osobników danego gatunku sięgają kilku procent.
Ciąża pojedyncza występuje wówczas, gdy w organizmie matki rozwija się jeden płód. Taka ciąża jest typowa dla nietoperzy, płetwonogich, większości kopytnych oraz wyższych naczelnych. Przy większej liczbie płodów ciąża nazywana jest mnogą lub wielopłodową. Miot może liczyć kilka do kilkunastu, a w przypadku tenreka zwyczajnego do 32 młodych.
W niekorzystnych warunkach płody znajdujące się w macicy mogą ulegać resorpcji.
W końcowym etapie ciąży w gruczołach mlecznych pojawia się siara, zanika ciałko żółte, a w wyniku uwolnienia oksytocyny następują skurcze macicy i poród – płód jest wydalany poza organizm matki.

## Przebieg ciąży
W prawidłowym przebiegu ciąży zapłodniona komórka jajowa zagnieżdża się w ścianie macicy, przechodzi okres zarodkowy, okres płodowy, a następnie jest wydalana poza organizm matki.
W ciąży ustaje menstruacja, a u większości gatunków ciałko żółte ciążowe powstrzymuje rozpoczęcie nowego cyklu płciowego. Macica wielokrotnie powiększa swoje rozmiary, powstaje łożysko, zachodzą zmiany w funkcjonowaniu gruczołów wydzielania wewnętrznego, narządów płciowych, powiększają się sutki. W końcowym etapie pojawia się siara, a w wyniku uwolnienia oksytocyny następuje poród.

## Długość ciąży
| Gatunek              | Średni czas (lub zakres) w dniach |
| -------------------- | --------------------------------- |
| suwak mongolski      | 20                                |
| mysz domowa          | 19–20                             |
| szczur               | 21–23                             |
| kot domowy           | 55–65                             |
| pies domowy          | 58–63                             |
| lew                  | 108                               |
| świnia domowa        | 104–120                           |
| owca domowa          | 144–152                           |
| bydło domowe         | 277–290                           |
| koń                  | 302–308                           |
| wieloryb grenlandzki | 360–480                           |
| żyrafa               | 460                               |
| słoń indyjski        | 614–688                           |

Długość ciąży jest uzależniona od wielkości danego gatunku oraz stopnia rozwoju płodu w czasie porodu. Najkrócej trwa u jamrajowatych (12 dni) i drobnych gryzoni (20–30 dni). U kobiet ciąża trwa przeciętnie 280 dni i dzielona jest na trzy trymestry. Najdłuższą ciążę (ok. 22 miesięcy) przechodzą samice słoniowatych. Odchylenia w długości ciąży u poszczególnych osobników danego gatunku sięgają kilku procent.
Przedwczesne zakończenie ciąży polegające na wydaleniu przez organizm matki obumarłego zarodka lub płodu określane jest jako poronienie, a jego celowe usunięcie to aborcja.

## Ciąża pojedyncza i mnoga
Ciąża pojedyncza występuje wówczas, gdy w organizmie matki rozwija się jeden płód. Taka ciąża jest typowa dla nietoperzy, płetwonogich, większości kopytnych oraz wyższych naczelnych. Przy większej liczbie płodów ciąża nazywana jest mnogą lub wielopłodową.

## Ciąża u różnych gatunków
Ze względu na podobny przebieg okresu zarodkowego i płodowego termin ciąża jest stosowany w odniesieniu do ryb żyworodnych (m.in. piękniczkowate, większość chrzęstnoszkieletowych). Natomiast w przypadku zwierząt jajożyworodnych (np. dafnia) wczesny rozwój potomstwa również zachodzi wewnątrz ciała matki lub w zagłębieniu między ciałem a szkieletem zewnętrznym (komorze lęgowej, kładce jajowej), jednak poza tym nie różni się od rozwoju jaj złożonych poza ciałem matki. Potomstwo wykorzystuje zasoby żółtka i nie dochodzi do karmienia płodu przez łożysko. Stan ten bywa nazywany ciążą jedynie wyjątkowo i ma to charakter nieformalny.